# 1903 a filmművészetben

## Események
- augusztus 29. – Oskar Mester a berlini Apollo moziban bemutatja a hangos képet, melyet vetítőgép és gramofon csatlakoztatásával hoz létre. Filmjein táncok és operajelenetek láthatóak.
- november 7. – Léon Gaumont szabadalmaztatja a kronográfot, amely a vetítő és a gramofon párhuzamos működtetésével lehetővé teszi a hangosfilmet.
- A Miles testvérek megalapítják az USA első filmkölcsönző cégét.
- Az amerikai tűzoltók életét ábrázoló filmjében Edwin S. Porter amerikai rendező először kever egymással játékfilmes és dokumentarista felvételeket.

## Filmbemutatók
- Alice Csodaországban

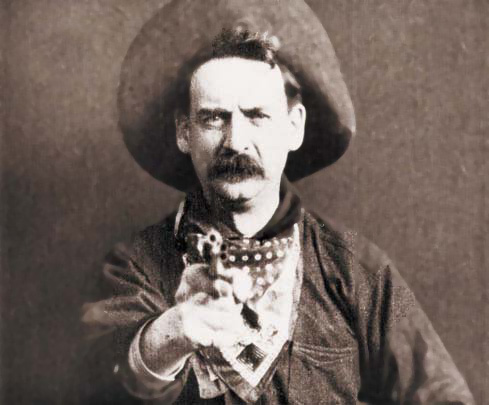
A nagy vonatrablás

- A nagy vonatrablás, rendezte Edwin S. Porter
- The Magic Lantern / La Lanterne magicue, producer Georges Méliès
- What Happened in the Tunnel

## Születések
| Hónap      | Nap | Név                     | Szakma                   | Meghalt |
| Január     | 10  | Violet Wilkey           | színész                  | 1976    |
| Január     | 18  | Werner Hinz             | színész                  | 1985    |
| Február    | 11  | Rex Lease               | színész                  | 1966    |
| Február    | 16  | Edgar Bergen            | színész                  | 1978    |
| Február    | 28  | Vincente Minnelli       | rendező                  | 1986    |
| Március    | 3   | Adrian                  | jelmeztervező            | 1959    |
| Március    | 4   | Dorothy Mackaill        | színésznő                | 1990    |
| Március    | 16  | Dorothy Seastrom        | színésznő                | 1930    |
| Április    | 9   | Ward Bond               | színész                  | 1960    |
| Április    | 12  | Luis Moglia Barth       | rendező                  | 1983    |
| Április    | 15  | John Williams           | színész                  | 1984    |
| Április    | 26  | Dorothy Sebastian       | színésznő                | 1957    |
| Május      | 2   | Bing Crosby             | énekes, színész          | 1977    |
| Május      | 8   | Fernandel               | színész                  | 1971    |
| Május      | 14  | Billie Dove             | színésznő                | 1997    |
| Május      | 15  | Anny Ondra              | színésznő                | 1987    |
| Május      | 25  | Binnie Barnes           | színésznő                | 1998    |
| Május      | 29  | Bob Hope                | színész, humorista       | 2003    |
| Június     | 16  | Ona Munson              | színésznő                | 1955    |
| Június     | 18  | Jeanette MacDonald      | énekes, színésznő        | 1965    |
| Június     | 25  | Anne Revere             | színésznő                | 1990    |
| Július     | 18  | Chill Wills             | színész                  | 1978    |
| Július     | 25  | Ajtay Andor             | színész, rendező         | 1975    |
| Szeptember | 13  | Claudette Colbert       | színésznő                | 1996    |
| Szeptember | 17  | Dolores Costello        | színésznő                | 1979    |
| Október    | 22  | Curly Howard            | színész, humorista       | 1952    |
| November   | 7   | Dean Jagger             | színész                  | 1991    |
| November   | 22  | Ifj. Latabár Árpád      | színész                  | 1961    |
| December   | 5   | Johannes Heesters       | színész                  | 2011    |
| December   | 10  | Una Merkel              | színésznő                | 1986    |
| December   | 13  | Ozu Jaszudzsiró         | rendező, forgatókönyvíró | 1963    |
| December   | 16  | Hardie Albright         | színész                  | 1975    |
| December   | 21  | Maria Balcerkiewiczówna | színésznő                | 1975    |
| December   | 26  | Elisha Cook Jr.         | színész                  | 1995    |